# 老西
老西（另稱老西儿、老西子）是旧时华北及东北地区人们对太行山以西的晋语区（主要是山西省）人们的一种戏称或蔑称，该称呼最初可能并不具有歧视意义，因为晋语区与华北平原地区的文化、习俗差异很大。晋语对于华北平原来说难以听懂，饮食起居及生活习惯都有较大不同。而且旧时山西人善於经商，平原地区的人们对山西人还抱有成见，认为山西人小气、狡猾、唯利是图等等。

## 常见称呼
- 宋朝名相寇准，在相声里被戏称作寇老西，九十年代还拍成了同名电视剧。
- 民国山西军阀阎锡山，也被称作阎老西。
- 白眉大侠徐良，在相声里也被称作白眉老西儿。
- 山西电视台曾有一档方言节目，主持人陈老西儿用太原话主持节目。